# Ranavalona I.
Ranavalona I. (kolem 1778 - 16. srpna 1861) byla královna Madagaskaru v letech 1828 až 1861. Poté, co nastoupila na trůn po smrti svého mladého manžela Radamy I., prosazovala politiku izolacionismu a soběstačnosti, omezovala hospodářské a politické vazby s evropskými mocnostmi, odrazila francouzský útok na pobřežní město Foulpointe a energicky se snažila zlikvidovat malé, ale rostoucí madagaskarské křesťanské hnutí založené za Radamy I. členy Londýnské misijní společnosti. Využívala tradiční praxi roboty (fanompoany), tedy nucených prací jako platby daní, k veřejným stavbám a udržování stálé armády o síle mezi 20 000 a 30 000 bojovníků kmene Merina, které nasazovala k uklidnění odlehlých oblastí ostrova a k dalšímu rozšiřování své říše. Kombinace pravidelné války, nemocí, obtížných nucených prací a krutých božích soudů pomocí jedovatého ořechu z keře tangena (Cerbera manghas) vedla k vysoké úmrtnosti vojáků i civilistů. Populace Madagaskaru tak poklesla z 5 milionů v 1833 na 2,5 milionu v roce 1839.
Přestože jim politika Ranavalony I. bránila, zahraniční politické zájmy na Madagaskaru zůstaly nezmenšené. Rozpory mezi tradicionalistickými a proevropskými frakcemi u královnina dvora vytvořily příležitosti, které evropští zprostředkovatelé využili ve snaze urychlit nástupnictví jejího syna Radamy II. Mladý princ nesouhlasil v mnoha bodech s politikou své matky a byl přístupný francouzským návrhům na využívání zdrojů ostrova, jak je vyjadřuje Lambertova charta, kterou uzavřel se zástupcem Francie v roce 1855. Tyto plány však nikdy nebyly úspěšné a Radama II. nastoupil na trůn až do smrti Ranavalony v roce 1861, kdy jí bylo 83 let.